# Drawno
Drawno (deutsch Neuwedell) ist eine Kleinstadt und Sitz einer Stadt- und Landgemeinde im Powiat Choszczeński (Arnswalde) der polnischen Woiwodschaft Westpommern.

## Geographische Lage
Die Stadt liegt in der Neumark, am Fluss Drawa (Drage), auf einer Halbinsel des Jezioro Dubie (Düpsees), etwa 24 Kilometer ostnordöstlich von Choszczno (Arnswalde) und 60 Kilometer westsüdwestlich von Wałcz (Deutsch Krone). Die Draheimer Seenplatte (Pojezierze Drawskie) im Norden und die Kroner Seenplatte (Pojezierze Waleckie) im Süden prägen das Landschaftsbild um den Tourismusort.
Drawno ist nur über untergeordnete Landstraßen zu erreichen, hat aber Anschluss an die Bahnlinie Stargard–Neustettin. Südöstlich der Stadt liegt der Nationalpark Drawa.

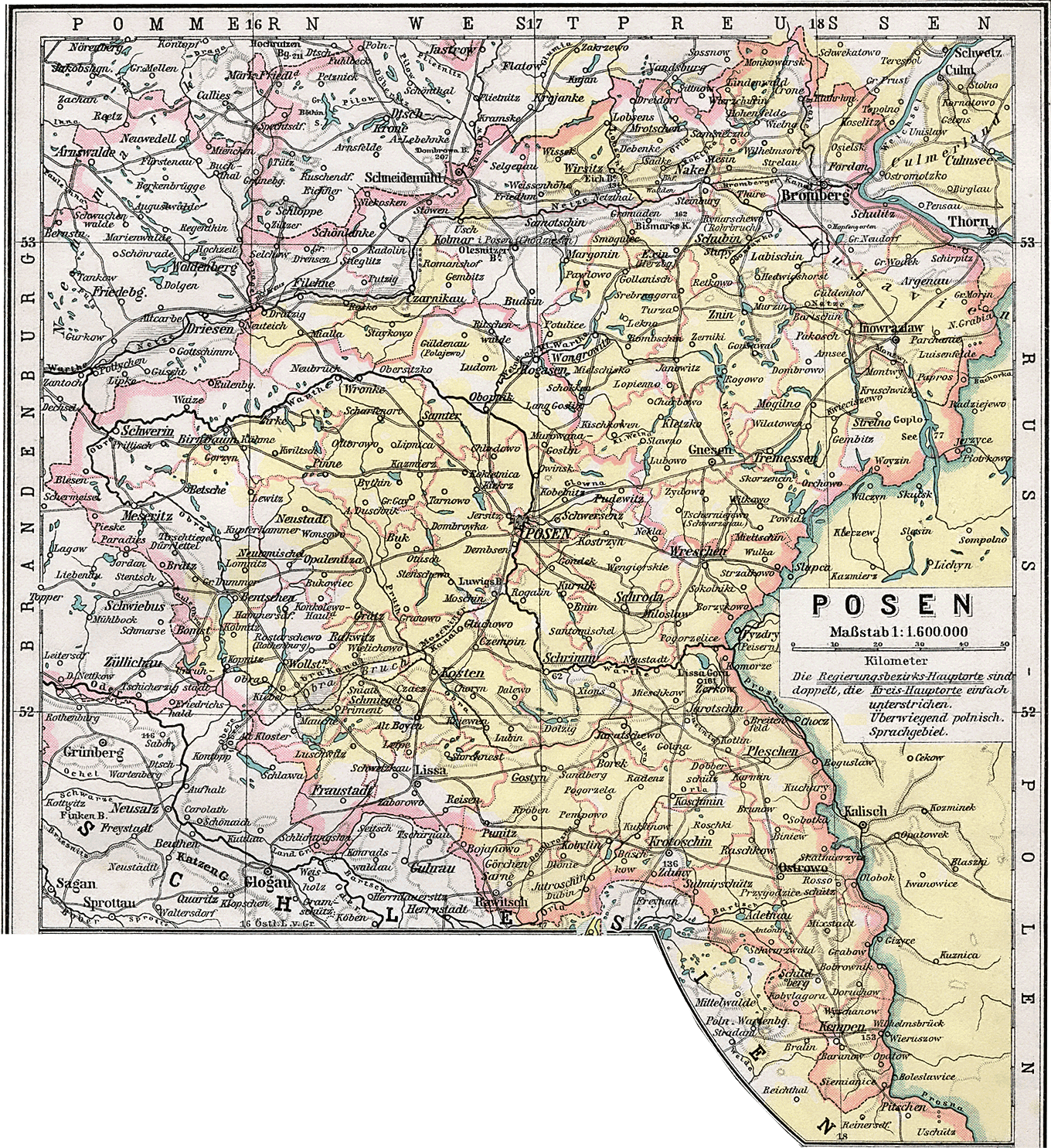
Neuwedell westlich der Stadt Schneidemühl und östlich der Stadt Arnswalde auf einer Landkarte der Provinz Posen von 1905 (gelb markierte Flächen kennzeichnen Gebiete mit seinerzeit mehrheitlich polnischsprachiger Bevölkerung)

## Geschichte

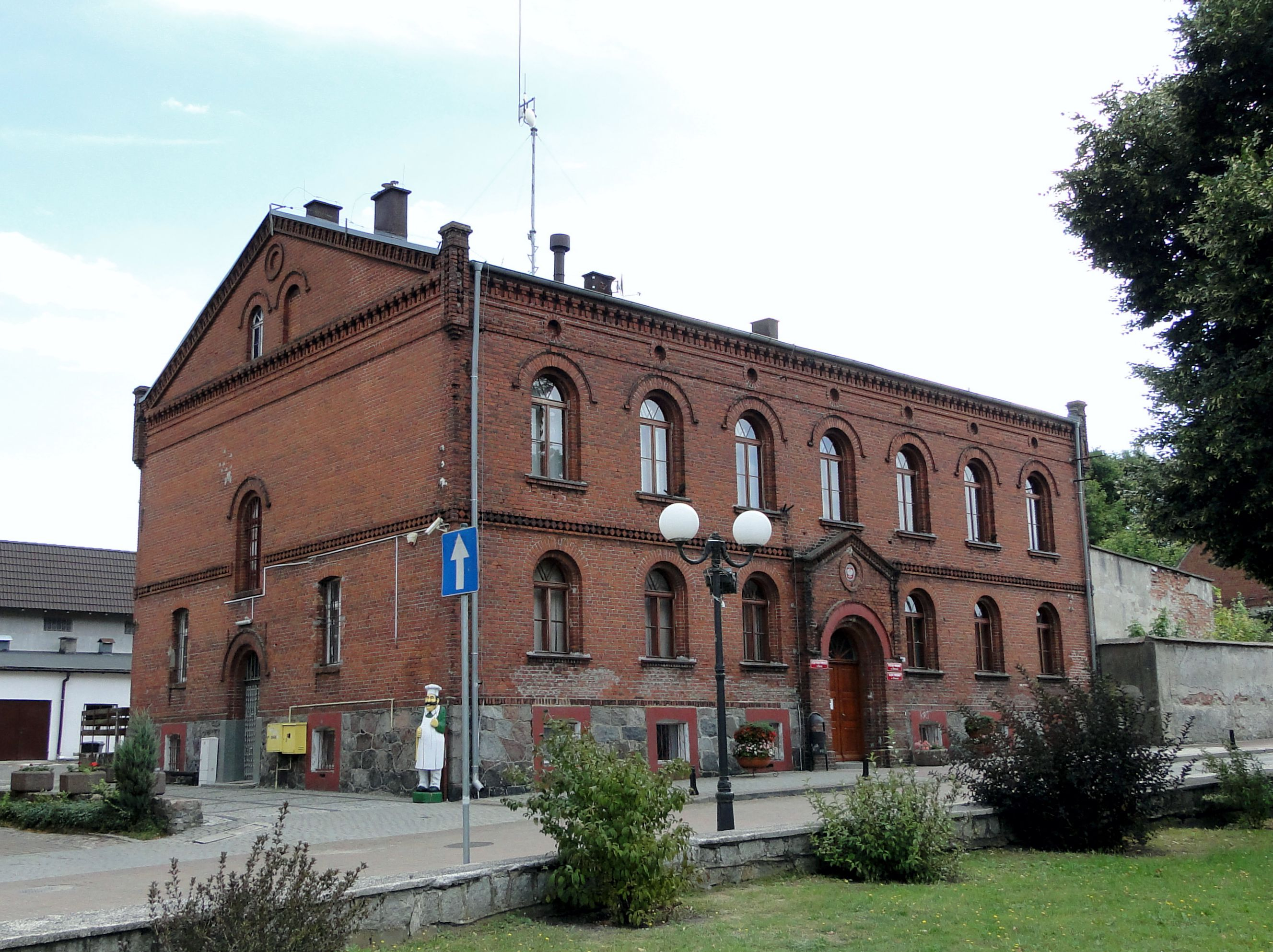
Rathaus

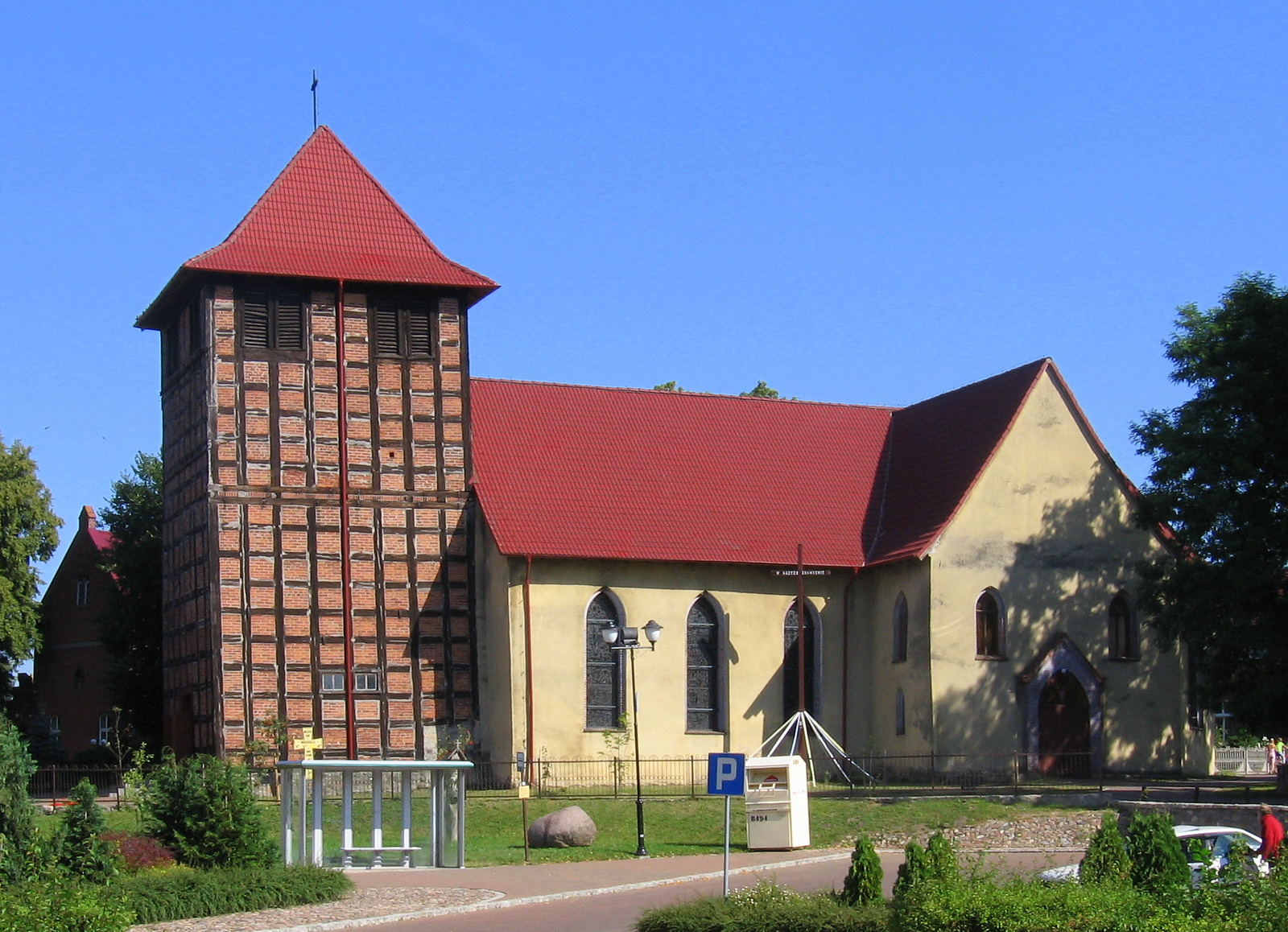
Stadtkirche (bis 1945 evangelisch)

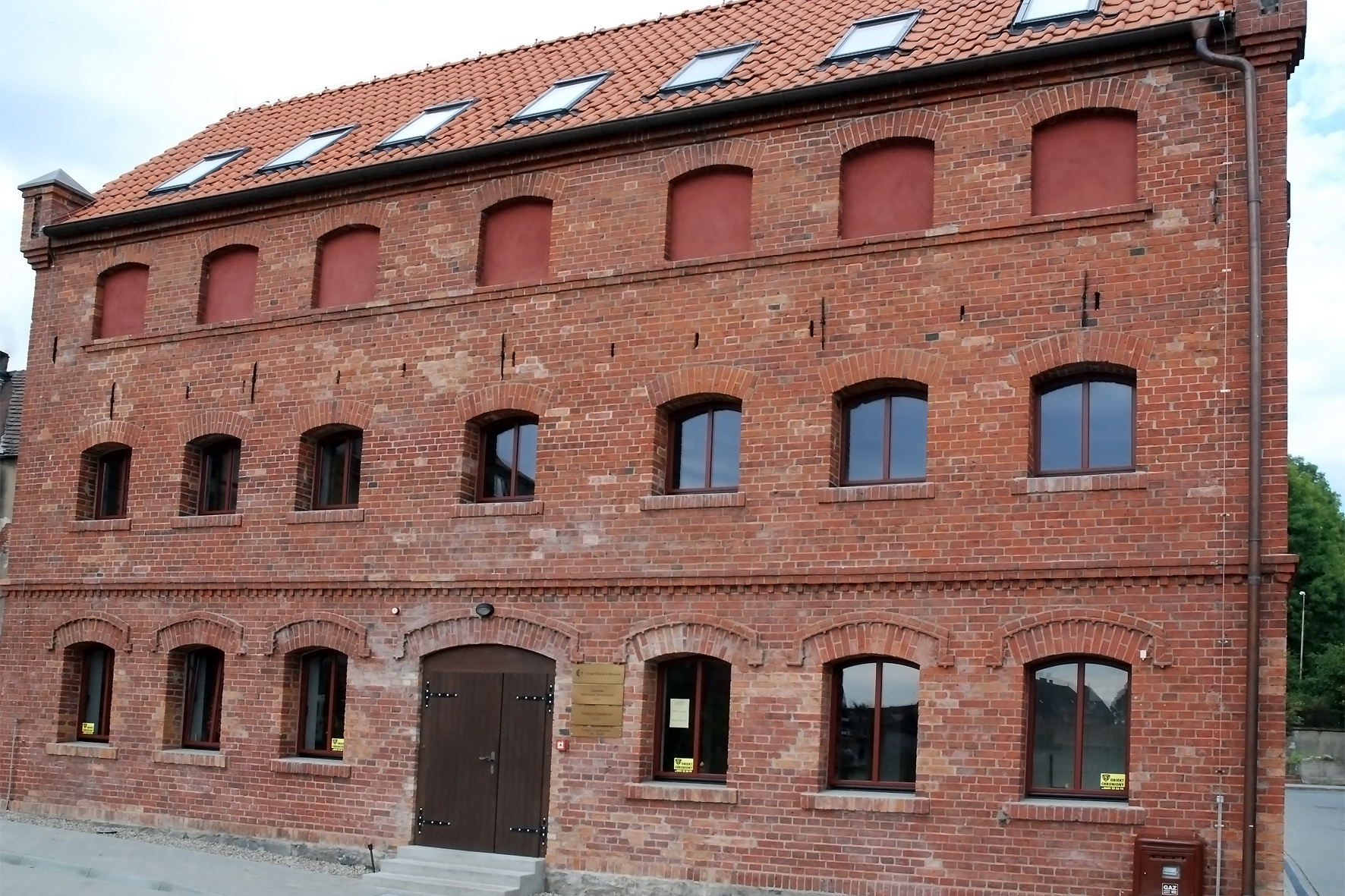
Ehemaliges Speichergebäude

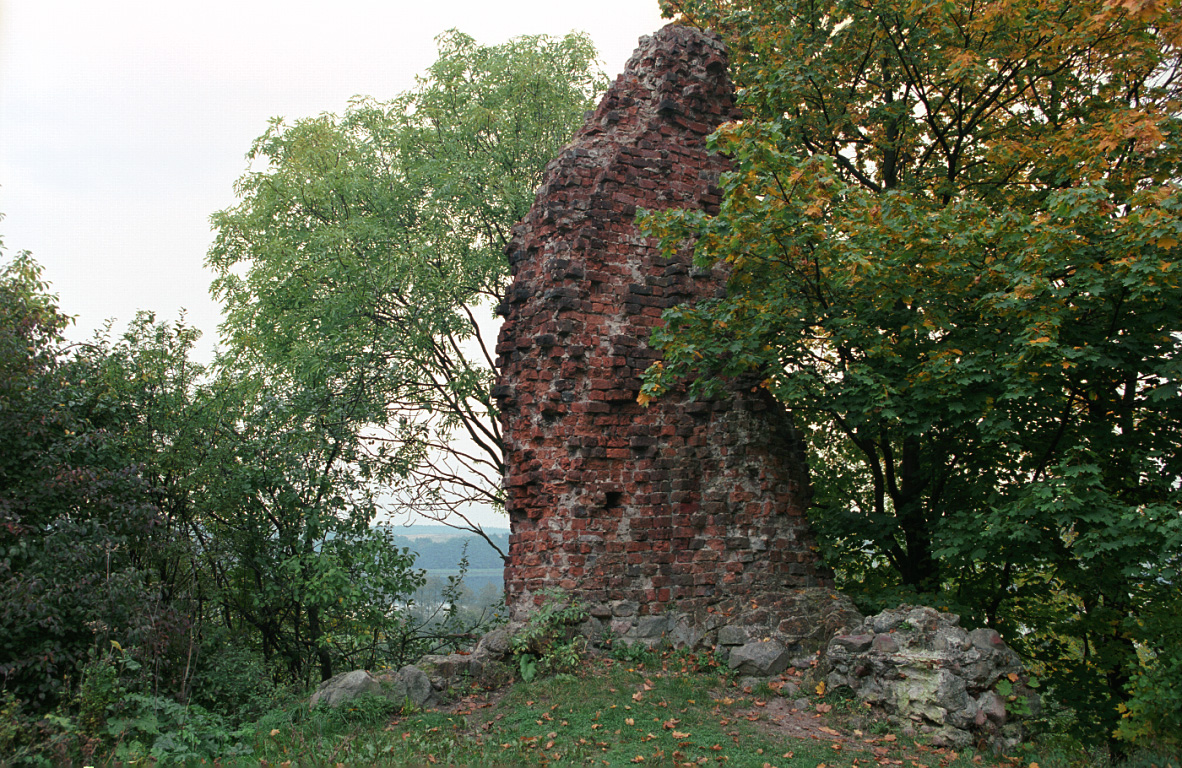
Ruine des Wedellschen Schlosses aus dem 14. Jahrhundert

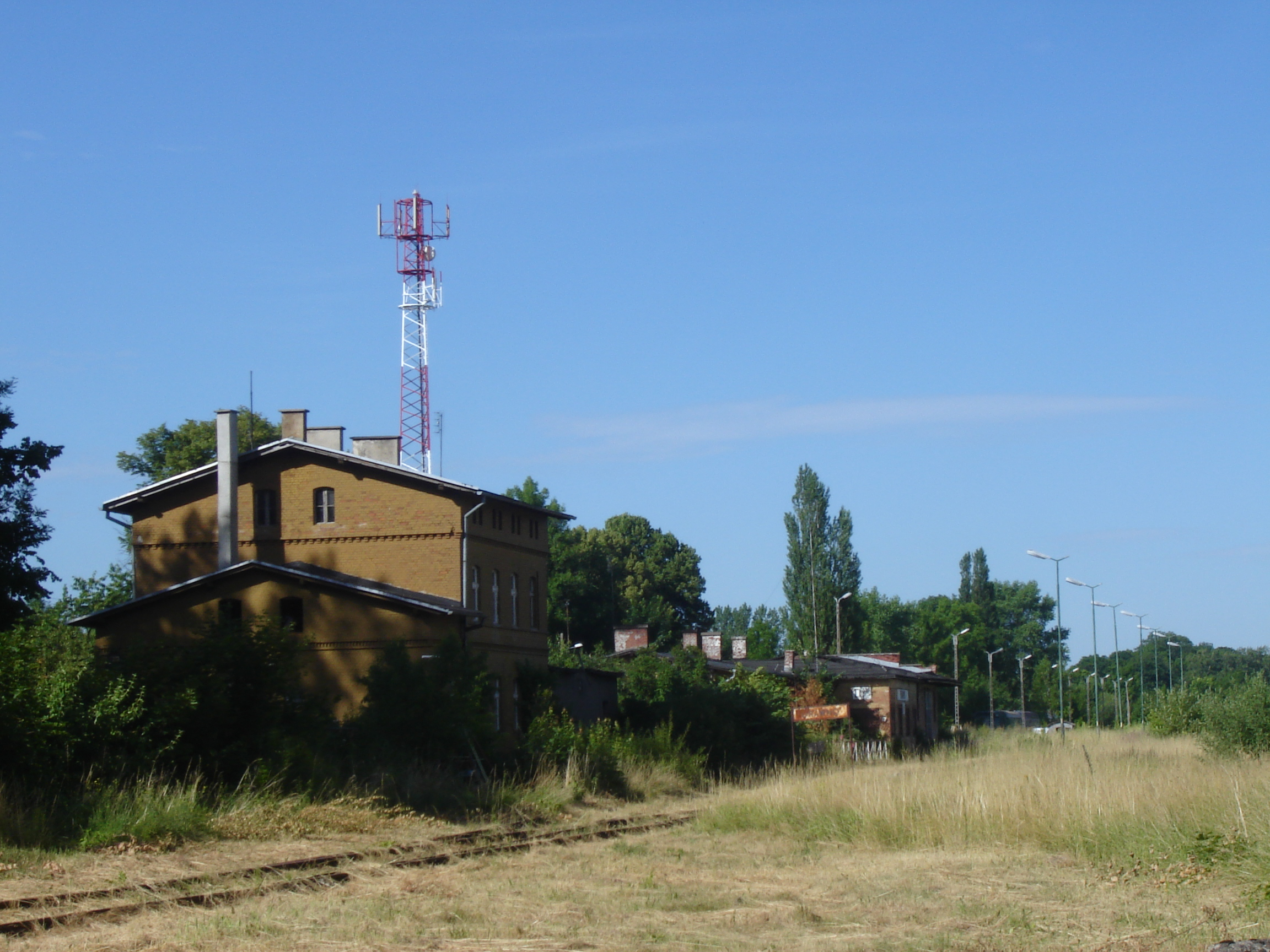
Geschlossener Bahnhof Drawno an der stillgelegten Bahnstrecke Grzmiąca–Kostrzyn

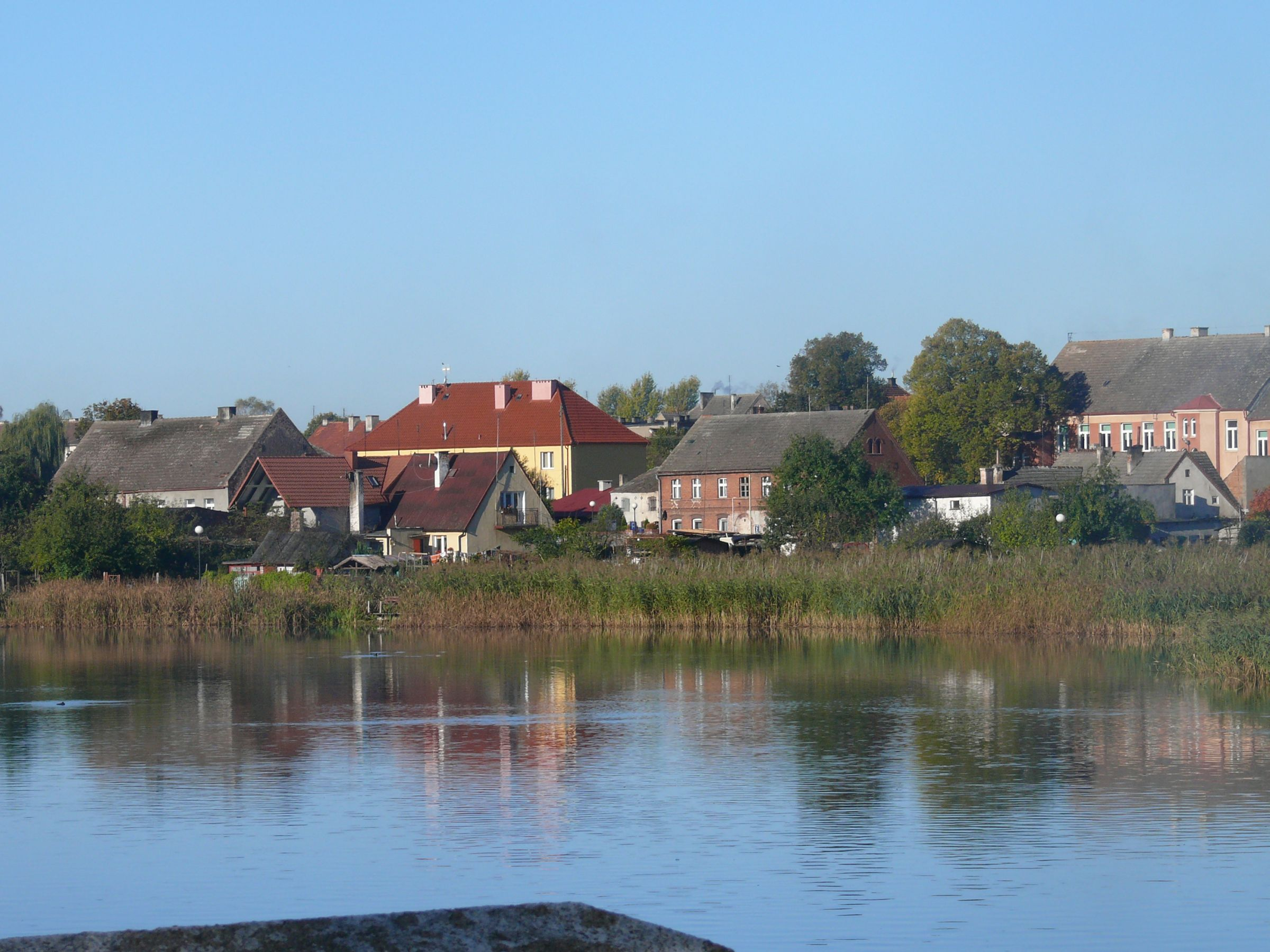
Am Jezioro Dubie

Neuwedells Geschichte wurde weitgehend durch die Adelsfamilie von Wedell geprägt, die der Stadt auch den Namen gab. Anfang des 14. Jahrhunderts bestand die Familie aus sieben Brüdern, die 1313 auf der östlichen Spitze der Düpsee-Halbinsel eine Burg errichteten. Zu ihren Füßen entstand eine Siedlung, die schon 1363 als „Civitas“ erwähnt wurde. In der ersten Hälfte des 15. Jahrhunderts gehörte das Gebiet zum Deutschen Ritterorden. Für vier Jahre (1433–1436) stand es während der Hussitenüberfälle unter dem Schutz der polnischen Krone. Im Prenzlauer Frieden von 1479 kam Neuwedell unter die Herrschaft Pommerns, die bis 1637 andauerte. Nachdem das pommersche Herrschaftsgeschlecht der Greifen ausgestorben war, fiel Hinterpommern, und damit auch Neuwedell, an das Kurfürstentum Brandenburg. Eingegliedert in den Arenswaldischen Kreis lag es nun im äußersten Nordosten des neuen Herrschaftsgebietes.
Im Schwedisch-Polnischen Krieg wurde Neuwedell 1657 vom polnischen Heer belagert, konnte aber nicht erobert werden. Schlechter ging der Siebenjährige Krieg für die Stadt aus, denn 1758 wurde das Wedellsche Schloss von russischen Truppen zerstört. Nach der administrativen Neuordnung Preußens nach dem Wiener Kongress kam Neuwedell 1818 in den Kreis Arnswalde.
Seit 1849 bestanden in Preußen Kreisgerichte. Das Kreisgericht Friedeberg in der Neumark war dem Appellationsgericht Frankfurt a. d. Oder nachgeordnet. In Neuwedell bestand eine Zweigstelle (Gerichtskommission) des Kreisgerichts Friedeberg. Im Rahmen der Reichsjustizgesetze wurden diese Gerichte 1879 aufgehoben. Von 1879 bis 1945 bestand das Amtsgericht Neuwedell als Eingangsgericht.
1854 wurde eine Synagoge erbaut.
1858 wurde die aus Feldsteinen errichtete Stadtmauer mitsamt ihren drei Toren abgerissen, um Platz für eine Stadterweiterung zu schaffen. 1895 erfolgte der Anschluss an die neu gebaute Bahnlinie Arnswalde–Kallies. War Neuwedells Wirtschaft bisher von Ackerbau, Mühlen und Tuchmacherei geprägt, siedelten sich jetzt mit Sägewerken, Ziegeleien und einer Netzfabrik (1905 gegründet als Mechanische Netzfabrik Gustav Strehlow; ab 1935: Mechanische Netzfabrik Walter Strehlow, Inh. Walter Kremmin; seit 1948 in Oldenburg/Niedersachsen als „Mechanische Netzfabrik Walter Kremmin GmbH & Co. K.-G.“ ansässig) neue Betriebe an.
Als 1938 die Provinz Grenzmark aufgelöst wurde, kam Neuwedell mit dem Kreis Arnswalde nach drei Jahrhunderten wieder zu Pommern.
Am Ende des Zweiten Weltkriegs wurde Neuwedell beim Vorrücken der Roten Armee fast zur Hälfte zerstört. Die Sowjetunion unterstellte die Stadt im März 1945 der Verwaltung der Volksrepublik Polen. Diese benannte die Stadt in Drawno um, vertrieb in der Folgezeit ihre Einwohner und siedelte an ihrer Stelle Polen an.

## Bevölkerungsentwicklung
| Jahr  | Einwohner | Anmerkungen                                            |
| ----- | --------- | ------------------------------------------------------ |
| 1719  | 0492      | [ 2 ]                                                  |
| 1750  | 0494      | [ 2 ]                                                  |
| 1800  | 1042      | [ 2 ]                                                  |
| 1840  | 1974      | in 217 Wohngebäuden                                    |
| 1852  | 2282      | [ 4 ]                                                  |
| 1859  | 2828      | darunter neun Katholiken und 192 Juden                 |
| 1875  | 2995      | [ 5 ]                                                  |
| 1880  | 3100      | [ 5 ]                                                  |
| 1925  | 2575      | darunter 2439 Evangelische, 55 Katholiken und 40 Juden |
| 1933: | 2736      | [ 5 ]                                                  |
| 1939  | 2711      | [ 5 ]                                                  |

## Sehenswürdigkeiten
Stadtkirche: Eine Kirche in Drawno wurde erstmals im 12. Jahrhundert erwähnt. Auf den Fundamenten eines Vorgängerbaus wurde im 15. Jahrhundert ein Neubau errichtet. Während der Reformation ab Mitte des 16. Jahrhunderts wurde die Kirche dem lutherischen Ritus angepasst. 1690 wurde die Kirche durch einen Brand schwer beschädigt, wobei die gesamte Einrichtung verbrannte. Der Wiederaufbau der Kirche ging schnell voran: 1696 wurde ein neuer Altar errichtet, 1697 ein neuer Chor für den Adel gebaut und 1703 eine neue Kanzel eingebaut. Nach dem Brand von 1800 wurde die Kirche um ein Querschiff ergänzt und 1820 wurde im Westen ein Fachwerkturm angebaut, der mit einer Kuppel bedeckt war. Nach dem Ende des Zweiten Weltkriegs wurde die Kirche am 10. Juni 1945 als römisch-katholische Kirche Unserer Lieben Frau von der Immerwährenden Hilfe geweiht. 1951 wurde an der Kirche eine Pfarrei eingerichtet. In den Jahren 1973–74 wurde die Turmspitze umgebaut. In den 1980er Jahren wurden neue Buntglasfenster hinzugefügt. 1997 wurde der Chor renoviert und eine Orgel eingebaut.

## Städtepartnerschaft
Es besteht ein Kontakt mit der schleswig-holsteinischen Stadt Schleswig.

## Öffentliche Einrichtungen
In der Stadt befindet sich die Verwaltung des Nationalparks Drawa.

## Persönlichkeiten
- Hasso Adam von Wedel-Neuwedell (1622–1678), kurbrandenburgischer Gesandter
- Ernst Rüdiger von Wedel-Neuwedell (1631–1704), Direktor des Berliner Kammergerichts
- Hermann Alexander Wilhelm von Wedel (1813–1894), preußischer Offizier, zuletzt Generalleutnant und Kommandant der Festung Königsberg
- Carl Zimmermann (1813–1889), preußischer Offizier und Kartograf, zuletzt Chef der Topographischen Abteilung des Großen Generalstabes
- Karl Friedrich von Wedel (1814–1890), preußischer Offizier, zuletzt Generalmajor und 1. Kommandant von Koblenz und Ehrenbreitstein
- Katharina Lind (* 1936), deutsche Schauspielerin

## Gmina Drawno

### Allgemeines
Die Stadt- und Landgemeinde Drawno nimmt mit einer Fläche von 320,87 km² 24,2 % der Fläche des gesamten Kreises Choszczno (Arnswalde) ein. Es sind 5325 Einwohner registriert.
Durch das Gebiet der Gemeinde fließt in Nord-Süd-Richtung die Drawa (Drage), die südlich von Połczyn-Zdrój (Bad Polzin) entspringt und nach 168 Kilometern in die Noteć (Netze) mündet. Der westliche Gemeindeteil trägt die Bezeichnung Puszcza Drawska.
Nachbargemeinden von Drawno sind:
- Bierzwnik (Marienwalde), Choszczno (Arnswalde) und Recz (Reetz) im Powiat Choszczeński (Kreis Arnswalde),
- Kalisz Pomorski (Kallies) im Powiat Drawski (Kreis Dramburg),
- Dobiegniew (Woldenberg) im Powiat Strzelecko-Drezdenecki (Kreis Friedeberg-Driesen) (bereits in der Woiwodschaft Lebus gelegen),
- Człopa (Schloppe) und Tuczno (Tütz) im Powiat Wałecki (Kreis Deutsch Krone).

### Gemeindegliederung
Die Gmina Drawno ist in zwölf Ortsteile untergliedert, in die insgesamt 53 Ortschaften, Siedlungen und Wohnplätze integriert sind.
- Ortsteile („Schulzenämter“):

Die Stadt Drawno und
| - Barnimie (Fürstenau) - Brzeziny (Berkenbrügge) - Chomętowo (Großgut) - Dominikowo, (Mienken) - Kiełpino (Kölpin) - Konotop (Friedenau) | - Niemieńsko (Nemischhof) - Podlesie (Althorst) - Święciechów (Silberberg) - Zatom (Zatten) - Żółwino (Hassendorf). |

- Übrige Orte:

| - Barników (Barnickshof) - Bogdanka - Borki (Neumannswalde) - Borowiec (Grünhof) - Brac - Brodźce - Dobrojewo (Elisenbruch) - Dolina (Wiesenthal) - Drawnik (Dragemühle) - Gack (Kol. Berkenbrügge) - Gładysz - Janków - Jaźwiny (Hertelsaue) - Karpin (Mürbenfelde) - Karpinek (Krug) - Kawczyn - Kępa (Johannesthal) - Kolonia Kniewo (Kienbruch) - Kostrzewa (Jakobsdorf) - Kośnik (Hirschfelde) | - Maciejów - Międzybór - Niemieńsko-Zamek (Schloss Nemischhof) - Nowa Korytnica - Ostrożyce (Ludwigslust) - Podegrodzie - Przysiekiercze - Pszczewko (Wilhelmshöhe) - Rogoźnica (Räumde) - Rościn (Röstenberg) - Samborz (Johanneshof) - Sicienko (Jerusalem) - Sieniawa (Schönow) - Skrzaty (Schradtheide) - Smieszkowo (Sonntagsau) - Wiśniewo (Kirschberg) - Zaciste (Ruhleben) - Zalesie (Auenweide) - Zdanów (Zankhof) - Żółwinko (Forsthaus Salvin) |

### Verkehr

#### Straßen
Das Gebiet der Stadt- und Landgemeinde Drawno wird von zwei Fernverkehrsstraßen durchzogen bzw. berührt:
- Landesstraße (DK) 10: sie führt vom deutsch-polnischen Grenzübergang Linken/Lubieszyn (Neu Linken) über Stettin bis nach Piła (Schneidemühl) und Płońsk (Plöhnen) und verläuft auf der Trasse der früheren deutschen Reichsstraße 104, die bereits in Lübeck ihren Anfang nahm und bis nach Schneidemühl reichte. Die DK 10 berührt das Gemeindegebiet im nördlichen Teil.
- Woiwodschaftsstraße (DW) 175: sie durchzieht das gesamte Gemeindegebiet und stellt die Hauptverbindung in die Region dar. Von Drawsko Pomorskie (Dramburg) und Kalisz Pomorski (Kallies) kommend reicht sie bis zur Kreisstadt Choszczno (Arnswalde).

#### Schiene
Die Stadt- und Landgemeinde Drawno verfügt heute über nur noch eine Bahnstation, die an der Strecke Ulikowo–Piła (Wulkow–Schneidemühl) liegt: Żółwino (Hassendorf). Diese Strecke berührt das Gemeindegebiet in seinem nördlichsten Teil.
Mit der Eröffnung der Bahnstrecke Arnswalde–Kallies erhielt das damalige Neuwedell bereits 1895 eine Bahnstation, die ergänzt wurde von den Haltepunkten Kölpin (Kiełpino) und Schönow (Sieniawa Drawieńska). Die Bahnstrecke wird heute nicht mehr für den Personenverkehr betrieben.